# 赫布·麦肯利
赫布·麦肯利（英語：Herb McKenley，1922年7月10日—2007年11月26日），牙买加男子田径运动员，主攻短跑。他曾代表牙买加参加1948年和1952年夏季奥林匹克运动会田径比赛，获得一枚金牌和三枚银牌。